# Drymophila klagesi
El tiluchí del Perijá o tiluchí de Klages (Drymophila klagesi) es una especie de ave paseriforme de la familia Thamnophilidae perteneciente al género Drymophila. Es nativa del norte de América del Sur. Hasta el año 2012 era considerada una subespecie de Drymophila caudata, de quien fue separada en conjunto con D. hellmayri y D. striaticeps.

## Distribución y hábitat
Se distribuye en las cordillera de la costa del norte de Venezuela, en la Serranía del Perijá (región limítrofe del noroeste de Venezuela y noreste de Colombia) y en la pendiente oriental de los Andes orientales de Colombia, al sur de Norte de Santander.
La especie habita en selvas húmedas montanas, tropicales y subtropicales. Se encuentra entre los 300 y los 2000 m de altitud, pero principalmente entre los 600 y 1400 m.

## Descripción
Es un tiluchí profusamente estriado y de cola larga, mide 15 cm de longitud y pesa entre 11 y 13 g. Las cuatro especies separadas de Drymophila caudata exhiben plumajes muy semejantes. De forma general, el macho tiene la cabeza y el dorso estriados negro y blanco, con la rabadilla rufo brillante; las cobertoras de las alas son negras con dos barras formadas por pintas blancas, la cola es morena, con las plumas terminadas en puntas blancas. La garganta y el pecho son blancos, estriados de negro, los flancos y el criso son rufo brillante. La hembra sigue el mismo patrón de plumaje del macho, pero el estriado de las partes superiores es negro y rufo canela y las partes inferiores son teñidas de pardo amarillento.
La extensión del estriado blanco en la frente, corona y nuca negros es motivo de diferenciación entre las especies recientemente separadas, en la presente especie el estriado blanco se restringe a la frente y las rectrices de la cola son principalmente grises. El estriado negruzco en las partes inferiores del macho es muy reducido en esta especie; en la garganta, o es ausente o se reduce a unas pocas pintas o líneas en el centro y a estrías ligeras en la región malar; en el pecho, las estrías desaparecen casi completamente en el centro o se limitan a una estrecha banda en lo alto del pecho, de forma que las partes inferiores parecen casi enteramente blancuzcas. Esta característica es claramente distinta de las otras tres poblaciones.

## Estado de conservación
Esta especie ha sido calificada como «preocupación menor» por la Unión Internacional para la Conservación de la Naturaleza (IUCN). La población es considerada estable, en razón de la ausencia de evidencias de decadencia de la misma o cualquier otra amenaza.

## Comportamiento
Forrajea en pareja, hurgando en el denso sotobosque, donde es difícil de ser localizado, excepto a través de su frecuente vocalización. Usualmente no se une a bandadas mixtas de alimentación.

### Alimentación
Su dieta consiste de varios tipos de insectos y probablemente también de arañas.

### Vocalización
El estudio de las vocalizaciones de las cuatro especies separadas de D. caudata fue de alta importancia para la caracterización de las divergencias. El canto del macho es corto (típicamente 2 segundos o menos) e incluye una ráfaga de dos silbidos limpios de timbre más bajo que D. striaticeps y duración más larga que D. striaticeps y D. caudata, seguidos de notas ásperas con ausencia de claras notas introductorias (que están presentes en las otras especies). El canto de la hembra consiste de una serie corta (aproximadamente 2 segundos) de silbidos de timbre descendiente (la cantidad de notas es mayor en las especies norteñas que en D. striaticeps), de frecuencia más baja que las otras especies pero similar a D. hellmayri y que termina con una única nota áspera (a veces ninguna o entonces dos notas).

## Sistemática

### Descripción original
La especie D. klagesi fue descrita por primera vez por los ornitólogos austríacos Carl Edward Hellmayr y Josef von Seilern-Aspang en 1912, como subespecie, bajo el nombre científico Drymophila caudata klagesi. La localidad típica es «Los Palmales, Andes de Cumaná, Bermúdez, Venezuela».

### Etimología
El nombre genérico femenino «Drymophila» proviene del griego «drumos»: bosque, bosquecillo, soto y «philos»: amante; significando «amante del sotobosque»; y el nombre de la especie «klagesi», conmemora al colector estadounidense Samuel Milton Klages (1875-1957).

### Taxonomía
La distribución geográfica de Drymophila caudata se extendía desde las montañas de Paria en Venezuela hacia el sur a lo largo de la cordillera de los Andes hasta el norte de Bolivia, conformando un patrón de distribución geográfica y altitudinal único en los Thamnophilidae. La variación en el plumaje entre la mayoría de las poblaciones no era obvia y a pesar de que ocho subespecies habían sido descritas, la mitad habían sido invalidadas. Los estudios de Isler et al. (2012), utilizando genética molecular, diferencias de vocalización y ecología de las diferentes poblaciones revelaron un nivel considerable de diversificación, suficiente para el reconocimiento de cuatro especies, tres de ellas, D. caudata, D. hellmayri y la presente especie restringidas a las montañas del norte y una, D. striaticeps, ampliamente distribuida a lo largo de los Andes desde el noroeste de Colombia hasta Bolivia. La separación fue aprobada por el South American Classification Committee (SACC) en la Propuesta N° 542, de septiembre de 2012.

### Subespecies
Es monotípica. La subespecie descrita  aristeguietana Aveledo & Pérez, 1994, de la Serranía del Perijá, fue considerada inválida en el trabajo de Isler et al. (2012), y por lo tanto, un sinónimo posterior de la presente especie, lo que es seguido por las principales clasificaciones, como el Congreso Ornitológico Internacional (IOC) y Clements Checklist.